# Zatoka Flensburska
Zatoka Flensburska (niem. Flensburger Förde; dan. Flensborg Fjord) – zatoka w południowo–zachodniej części Morza Bałtyckiego, wcinająca się na ok. 50 km w głąb lądu. Zatoka Flensburska stanowi część granicy pomiędzy Danią leżącą na północ od zatoki, a Niemcami leżącymi na południe.
Po duńskiej stronie położona jest wyspa Als z miastem Sønderborg. Dalej na zachód, kontynuując po duńskiej stronie znajdują się miasta: Broager, Egemsund, Gråsten, Rinkenæs, Sønderhav oraz Kollund. Po stronie niemieckiej nad zatoką leży miasto Flensburg. Na wschodnim wybrzeżu natomiast położone jest miasto Glücksburg.